# Hela Kunda Bridge
Die Hela Kunda Bridge ist eine Straßenbrücke im westafrikanischen Staat Gambia. Die Brücke überspannt den Mansala Bolong, der in den Gambia mündet. Die Brücke ist rund ein Kilometer westlich des kleinen Ort Hela Kunda und rund drei Kilometer südlich von Bakadaji entfernt und überführt die South Bank Road zwischen Bakadaji und Basse Santa Su.